# Digitaria nonobotrys
Digitaria nonobotrys är en gräsart som först beskrevs av Van der Veken, och fick sitt nu gällande namn av Clayton. Digitaria nonobotrys ingår i släktet fingerhirser, och familjen gräs. Inga underarter finns listade i Catalogue of Life.